# Шперов, Михаил Никифорович
Михаил Никифорович Шперов (1908 — 1989) — начальник штаба боевой подготовки ОМСБОН (Отдельной мотострелковой бригады особого назначения) НКВД СССР, начальник штаба МПВО, генерал-майор.

## Биография
По образованию инженер-строитель. Несколько лет прослужил на Дальнем Востоке начальником инженерной службы полка, бригады. В 1936 он зачисляется в Военно-инженерную академию им. В. В. Куйбышева, однако зимой 1939 учёба прерывается. Участвует в войне с Финляндией. Здесь, на знаменитой «линии Маннергейма», он приобретает первый боевой опыт, занимаясь разминированием военных объектов, наведением переправ.
По решению Ставки Верховного Главнокомандования от 17 ноября 1941 создаются три оперативно-инженерные группы (ОИГ). Начальником ОИГ-2 назначается генерала И. П. Галицкий, а начальником штаба полковник Е. В. Леошеня. Именно ему подчиняется сводный отряд ОМСБОНа под общим командованием бригадного инженера, майора М. Н. Шперова. Ряд бойцов сводного отряда М. Н. Шперова привлекались в качестве инструкторов по установке мин в частях и подразделениях Красной армии, оборонявших Москву.
Первым командиром Отдельной мотострелковой бригады особого назначения НКВД СССР (ОМСБОН) стал полковник М. Ф. Орлов, до перевода в Войска Особой группы при НКВД, занимавший должность начальника Себежского военного училища войск НКВД. Заместителем командира ОМСБОН был назначен полковник И. М. Третьяков, военным комиссаром — капитан госбезопасности А. А. Максимов, до этого бывший военным комиссаром 1-й мсбрОН Войск Особой группы при НКВД СССР. 13 августа 1942 года, в связи с переводом М. Ф. Орлова на другое место службы, командиром ОМСБОН стал полковник В. В. Гриднев, первоначально занимавший должность начальника штаба 1-й мсбрОН Войск Особой группы при НКВД СССР, затем в период с октября по ноябрь 1941 года — должность заместителя командира 1-го мотострелкового полка ОМСБОН, а затем — командира 1-го мотострелкового полка ОМСБОН.
После гибели И. М. Третьякова, заместителем командира ОМСБОН (а также командиром ОМСБОН в отсутствии последнего) с марта по октябрь 1943 года был майор М. Н. Шперов, начиная c октября 1941 года занимавший должность начальника инженерной службы ОМСБОН, а до этого — должность начальника инженерной службы 1-й мсбрОН Войск Особой группы при НКВД СССР.
С мая 1941 старший помощник начальника отделения, затем отдела ГУ МПВО НКВД, с июля начальник инженерной службы 1-й Бригады Особой группы при народном комиссаре внутренних дел Союза ССР, октября 1941 начальник инженерной службы ОМСБОН НКВД СССР, с марта 1943 заместитель командира ОМСБОН НКВД СССР, в октябре 1943 начальник отдела боевой подготовки ГУ МПВО НКВД СССР, с августа 1956 начальник штаба МПВО СССР города Москвы.

## Звания
- капитан;
- майор;
- подполковник;
- полковник;
- генерал-майор.